# Marco Anzoletti

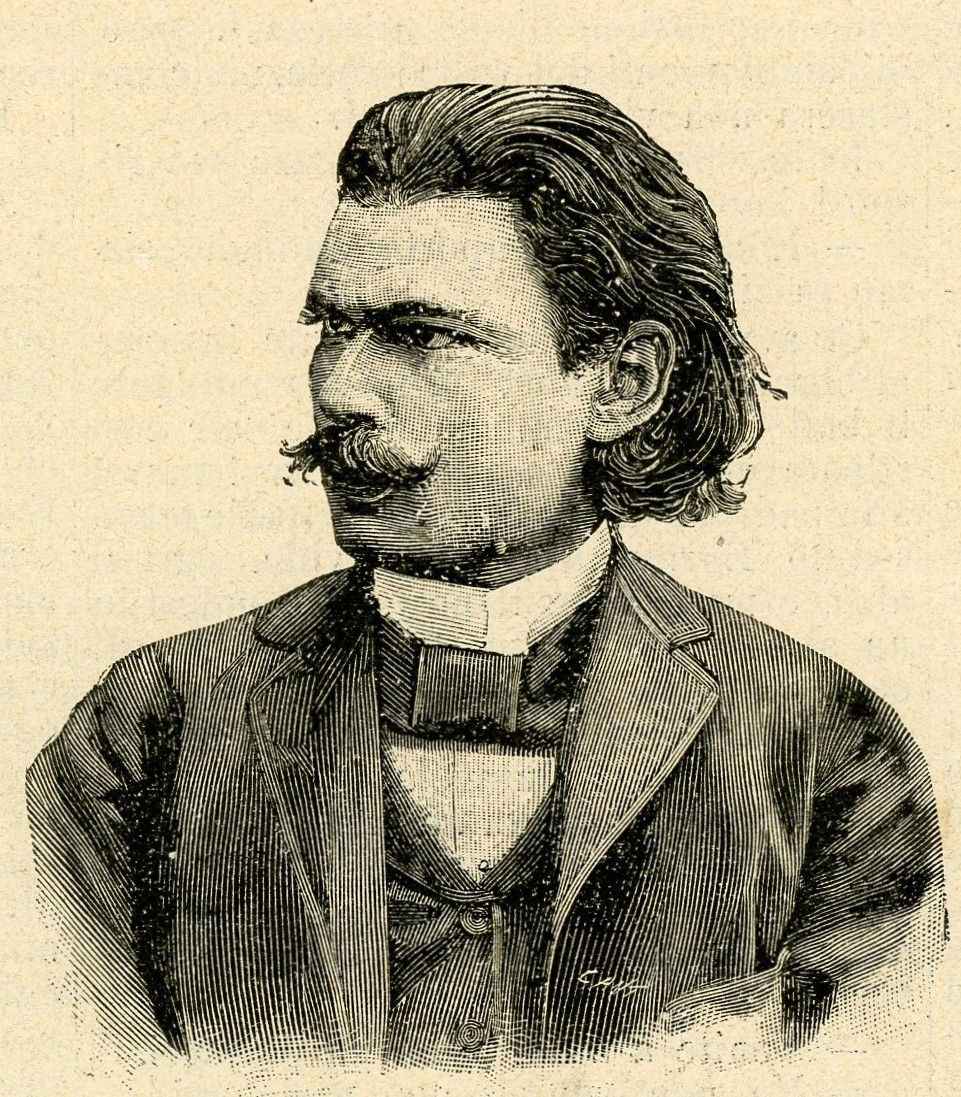
Marco Anzoletti

Marco Anzoletti (* 4. Juni 1867 in Trient; † 23. Januar 1929 ebenda) war ein italienischer Komponist und Geiger.

## Biografie
Marco Anzoletti wurde am 4. Juni 1867 in Trient in einer Musikerfamilie geboren. Sein Vater Luigi war Cellist, von dem er ersten Musikunterricht erhielt. Alle seine Onkel waren ebenfalls Musiker: Francesco war Pianist, Organist und Komponist, Giovanni war Geiger und Giuseppe war Geiger und Komponist. Seine Schwester Luisa war Dichterin und Schriftstellerin sowie seine Klavierpartnerin.
Nachdem er die ersten Unterrichtsstunden von seiner Familie erhalten hatte, trat Anzoletti 1879 in das Konservatorium von Mailand ein. Dort vertiefte er seine Kenntnisse im Violinspiel unter der Anleitung von Gerolamo d’Angelis und studierte Komposition bei Gaetano Coronaro. Nach seinem Abschluss im Jahr 1885 begab sich Anzoletti im Jahr 1886 nach Wien, um dort unter der Leitung von Jakob Grün sein Violinspiel zu verfeinern. Danach unternahm er zahlreiche Tourneen durch Österreich und Italien, wo er Erfolge hatte und Anerkennung erntete. Im Jahr 1889 wurde er zum Professor für Violine am Konservatorium in Mailand ernannt.
Die Tätigkeit und das Werk von Anzoletti waren auf die Förderung der Kammermusik und der Sinfonik in Italien ausgerichtet. Zwischen 1893 und 1894 komponierte er die 24 Variationen für Violine und Klavier über ein Thema von Johannes Brahms, die vom deutschen Meister geschätzt wurden. Anzoletti hat eine breite Palette von Werken für Violine komponiert, darunter Sonaten, Trios und Streichquartette, Konzerte und andere Kompositionen mit Klavier- oder Orgelbegleitung. Anzoletti komponierte aber auch Orgelmusik. Sein Komposition Gran fantasia sacra für zwei Orgeln, gewann 1909 bei einem Wettbewerb zur Erprobung der beiden Orgeln des Mailänder Doms einen Preis. Im Jahr 1902 erzielte Anzoletti einen großen Erfolg in Wien mit seiner Kantate für Chor und großes Orchester sowie mit einem sinfonischen Gedicht mit dem Titel L’ospite della terra für großes Orchester. Letzteres wurde später für Violine und Klavier adaptiert und 1913 in Mailand aufgeführt.
Anzoletti komponierte auch 12 Studien für Bratsche (Ricordi, Mailand, 1919),  Il repertorio del piccolo violinista (Mailand, 1920),  Moto perpetuo sopra movimenti di scale (Mailand, 1920), 12 Studien für Bratsche op.125 (Ricordi, Mailand, 1929).
Anzoletti hat fünf Opern komponiert, alle mit eigenen Libretti: Militza o Serbia, ein Drama über den Krieg zwischen dem Fürstentum Montenegro und dem Osmanischen Reich (1896–1897); Le Gare (1902); Faida, inspiriert von Faida di Comune (1910–1915) von Giosuè Carducci; Belfagor, eine Adaption der Novelle von Niccolò Machiavelli (1920); und La fine di Mozart, uraufgeführt im Teatro Lirico in Mailand am 25. Oktober 1898.
Neben seiner kompositorischen Tätigkeit widmete sich Anzoletti auch dem Schreiben über musikalische Themen. Zu seinen Werken zählen eine Studie über Giuseppe Tartini: kritische und biografische Studie (1891), eine Autorenstudie; Sulle vicende dell’arte e sulla vita di Wolfango Mozart, in La Rassegna Nazionale, XXI (1899); In occasione del centenario di D. Cimarosa, in La Rassegna Nazionale, XXIII (1901); L’insegnamento del violino in Italia, in La Rassegna Nazionale, XXXI (1901); sowie 43 musikalische Sonette (Mailand, 1902); Mozart, scene della vita intima in cinque quadri (Mailand, 1906); und La musica – Stagioni e metamorfosi, in La Rassegna Nazionale (1911).
Anzoletti verstarb am 23. Januar 1929 in seiner Villa in Mesiano, einem Stadtteil von Trient.
Im Jahr 2023 spielte der italienische Bratschist Marco Misciagna die Weltpremiere von Marco Anzolettis Konzert Nr. 1 (1900) für Bratsche und Orchester an der Mahidol-Universität (Salaya, Thailand) für den 48. Internationalen Bratschenkongress und im Jahr 2024 führte die Uraufführung des Konzerts für Violine und Bratsche in C-Dur (ein Solist – zwei Instrumente, 1915) auf.

## Bibliographie

### Veröffentlichungen
- Giuseppe Tartini: kritische und biographische Studie (1891)
- Über die Ereignisse der Kunst und das Leben von Wolfgang Amadeus Mozart, in La Rassegna nazionale, XXI (1899)
- Anlässlich des hundertsten Geburtstags von Domenico Cimarosa in: La Rassegna nazionale, XXIII (1901)
- Der Violinunterricht in Italien, in La Rassegna nazionale, XXXI, (1901)
- Musikalische Sonette (Mailand, 1902)
- Mozart, Szenen aus dem intimen Leben in fünf Bildern (Mailand, 1906)
- Musik – Jahreszeiten und Metamorphosen, in La Rassegna nazionale, (1911)

## Kompositionen (teilweise)

### Opern
- Militza o Serbia (1896–1897)
- La fine di Mozart (1898)
- Le Gare (1902)
- Faida (1910–1915)
- Belfagor (1920)

### Musik für Solo Bratsche
- 12 Studien für Bratsche (Mailand, Ricordi, 1919)
- 12 Studien Op.125 für Bratsche (Mailand, Ricordi, 1929)[8][9]

### Musik für Solo Violine
- 5 Gran Capricci (1884)
- Sonata in stile antico (1908)
- 32 Preludi in tutte le tonalità (1909)
- Serenata in G-Dur (1909)
- Fantasia – Caprice in A-Dur (1913)
- Aria e Fuga Sopra il Nome di Bach (1913)
- "Labyrinthos" 104 Variationen (1916)
- Arie und Fuge über ein Thema aus dem Teufelstriller (1916)
- 36 Präludien

### Musik für Orchester
Symphonien:
- Sinfonie in c-Moll (1896)
- Symphonie in d-Moll Nr. 1 (1897)
- Symphonie in d-Moll Nr. 2
- Sinfonie in a-Moll (1897)
- Sinfonie in f-Moll (1897)
- Sinfonie in g-Moll (1898)
- Sinfonie in G-Dur (1898)
- Sinfonie in C-Dur (unvollständig) (1898)
- Sinfonie in D-Dur (unvollständig) (1898)
- Sinfonie in F-Dur (unvollständig) (1898)
- Sinfonie in A-Dur (1898)
- Sinfonie in einem Satz in a-Moll (1899)
- Sinfonie – Ouvertüre in C-Dur (1899)
- Sinfonie – Ouvertüre in B-Dur (1900)

Ouvertüre:
- Ouvertüre in Es-Dur (1901)
- Ouvertüre in F-Dur (1901)
- Ouvertüre in Des-Dur (1901)
- Ouvertüre in C-Moll (1901)
- Ouvertüre Eroicomica in C-Dur
- Ouvertüre in G-Dur

Konzerte:
- Konzert Nr. 1 in f-Moll für Viola und Orchester (1900)
- Konzert Nr. 2 in B-Dur für Viola und Orchester (1915)
- Konzert in C-Dur für Violine/Viola und Orchester (ein Solist, zwei Instrumente – 1915)
- Konzert Nr. 1 in G-Dur für Violine und Orchester (1896)
- Konzert Nr. 1 in A-Dur für Violine und Orchester (1899)
- Konzert in F-Dur für Violine und Orchester (1899)
- Konzert in fis-Moll für Violine und Orchester (1903)
- Konzert in a-Moll für Violine und Orchester (1912)
- Konzert in g-Moll für Violine und Orchester (1912)
- Konzert in C-Dur für Violine und Orchester (1920)
- Konzert Nr. 2 in G-Dur für Violine und Orchester (1920)
- Konzert in Fis-Dur für Violine und Orchester (1920)
- Konzert in e-Moll für Violine und Orchester (1920)
- Konzert Nr. 2 in A-Dur für Violine und Orchester (1921)
- Konzert in B-Dur für Violine und Orchester (1921)
- Konzert in E-Dur für Violine und Orchester (1921)
- Konzert in B-Bemolle-Dur für Violine und Orchester (1921)
- Konzert in D-Dur für Violine und Orchester

### Kammermusik
- Quartett Nr. 1 in C-Dur (1906)
- Quartett in a-Moll (1907)
- Quartett in A-Dur (1907)
- Quartett in d-Moll (1908)
- Quartett in c-Moll (1908)
- Quartett Nr. 2 in C Dur (1908)
- Quartett in G-Dur (1909)
- Quartett in D-Dur (1909)
- Quartett in Es-Moll (1911)
- Quartett in Fis-Dur (1911)
- Quartett in Fis-Moll (1911)
- Sextett in G-Dur für 2 Violinen, 2 Bratschen und 2 Celli (1903)
- Sextett II in E-Bemolle-Dur für 2 Violinen, 2 Bratschen und 2 Celli (1903)
- Quintett in G-Dur für 2 Violinen, 2 Bratschen und Cello (1903)
- Quintett in c-Moll für 2 Violinen, 2 Bratschen und Cello (1903)
- Quartett Nr. 1 in Es-Dur für Violine, Bratsche, Cello und Pianoforte (1892)
- Quartett in C-Dur für Violine, Bratsche, Cello und Klavier (1892)
- Quintett Nr. 1 in Es-Dur für 2 Violinen, Viola, Cello und Klavier (unvollständig) (1893)
- Sextett II in Do minore per due violini, due viole, violoncello e pianoforte (1893)
- Trio Nr. 2 in G-Dur für Violine, Cello und Klavier (1893)
- Trio Nr. 1 in g-Moll für Violine, Cello und Klavier (1893)
- Trio Nr. 1 in c-Moll für Violine, Cello und Klavier (1895)

### Didaktische Musik
- Das Repertoire des kleinen Geigers (Mailand, 1920)
- Moto Perpetuo über Tonleiterbewegungen (Mailand, 1920)

## Diskographie
- Marco Anzoletti: Vier Etüden für Bratsche – Etüden Nr. 2 & 5 (1919) / Etüden Nr. 2 & 11 Op.125 (1929) – Marco Misciagna, Bratsche[10]
- Marco Anzoletti: Vite in Musica (RaiPlay Sound)[11]
- Marco Anzoletti: Golden Nothingness, Complete Unpublished Art Songs für Sopran und Klavier (Da Vinci Classics, 2024)[12]